# دهستان ستوما
دهستان ستوما (به لاتین: Setomaa Parish) یک دهستان در استونی است که در شهرستان وورو واقع شده‌است. شهرستان ستوما ۴۶۳٫۱۸ کیلومتر مربع مساحت و ۳٬۲۸۰ نفر جمعیت دارد.